# 김혜리의 필름클럽
《김혜리의 필름클럽》은 영화를 주제로한 대한민국의 팟캐스트다. FM zine을 연출할 때 <김혜리의 수요 재개봉관>을 기획했던 최다은 PD가 연출과 출연을 겸하고 있다.
2017년 8월 씨네21 22주년 행사에서 공개 방송을 진행했다.

## 진행자
- 김혜리
- 임수정
- 최다은 (SBS 라디오 PD)

## 에피소드 정보

### 2016년~2017년
| 회차                                                           | 제목                                                                                         | 업로드 날짜      |
| -------------------------------------------------------------- | -------------------------------------------------------------------------------------------- | ---------------- |
| 1회                                                            | 2016년 개봉작 결산 1부                                                                       | 2016년 12월 20일 |
| 2회                                                            | 2016년 개봉작 결산 2부 with 최다은 PD, 배우 임수정                                           | 2016년 12월 28일 |
| 3회                                                            | 너의 이름은. with 최다은 PD, 배우 임수정                                                     | 2017년 1월 4일   |
| 4회                                                            | 녹터널애니멀스, 모아나 with 최다은 PD, 배우 임수정                                           | 2017년 1월 18일  |
| 5회                                                            | 매기스 플랜 with 최다은 PD, 배우 임수정                                                      | 2017년 1월 25일  |
| 6회                                                            | 재키, 다방의 푸른꿈 with 최다은 PD, 배우 임수정                                              | 2017년 2월 1일   |
| 7회                                                            | 컨택트(Arrival) with 최다은 PD, 배우 임수정                                                  | 2017년 2월 15일  |
| 8회                                                            | 1부 with 최다은 PD, 배우 임수정                                                              | 2017년 2월 21일  |
| 8회                                                            | 2부 맨체스터 바이 더 씨 with 최다은 PD, 배우 임수정                                          | 2017년 2월 22일  |
| 9회                                                            | 1부 with 최다은 PD                                                                           | 2017년 3월 7일   |
| 9회                                                            | 2부 2017 아카데미 시상식 리뷰 with 최다은 PD                                                 | 2017년 3월 8일   |
| 10회                                                           | 문라이트 with 최다은 PD                                                                      | 2017년 3월 15일  |
| 11회                                                           | 1부 로건 with 최다은 PD                                                                      | 2017년 3월 21일  |
| 11회                                                           | 2부 토니 에드만 with 최다은 PD                                                               | 2017년 3월 22일  |
| 12회                                                           | 1부 러빙 with 최다은 PD                                                                      | 2017년 3월 28일  |
| 12회                                                           | 2부 히든 피겨스 with 최다은 PD                                                               | 2017년 3월 29일  |
| [영화 속 클래식] 피아니스트 세이모어의 뉴욕 소네트, 브루클린   | [영화 속 클래식] 피아니스트 세이모어의 뉴욕 소네트, 브루클린                                 | 2017년 4월 4일   |
| [영화 속 클래식] 다가오는 것들, 플로렌스, 밀정                 | [영화 속 클래식] 다가오는 것들, 플로렌스, 밀정                                               | 2017년 4월 7일   |
| 13회                                                           | 1부 랜드 오브 마인 with 최다은 PD                                                            | 2017년 4월 12일  |
| 13회                                                           | 2부 어느날 with 김정범(푸디토리움) 음악감독, 최다은PD                                        | 2017년 4월 13일  |
| 14회                                                           | 댄서 with 최다은PD, 배우 임수정                                                              | 2017년 4월 19일  |
| 15회                                                           | 디 아워스 with 최다은PD (공개방송 특집)                                                      | 2017년 4월 26일  |
| 16회                                                           | 가디언즈 오브 더 갤럭시 2 with 최다은PD                                                      | 2017년 5월 10일  |
| 17회                                                           | 세일즈맨 with 최다은PD                                                                       | 2017년 5월 17일  |
| 18회                                                           | 1부 에이리언 : 커버넌트 with 최다은PD                                                        | 2017년 5월 23일  |
| 18회                                                           | 2부 꿈의 제인 with 조현훈 감독, 배우 이민지 & 구교환                                         | 2017년 5월 25일  |
| [영화 속 클래식] 4등, 컨택트, 맨체스터바이더씨, 디아워스, 로건 | [영화 속 클래식] 4등, 컨택트, 맨체스터바이더씨, 디아워스, 로건                               | 2017년 6월 5일   |
| 19회                                                           | 겟 아웃(Get Out) with 최다은PD                                                               | 2017년 6월 7일   |
| 20회                                                           | 원더우먼 with 최다은PD                                                                       | 2017년 6월 14일  |
| 21회                                                           | 1부 공지사항 및 사연소개 with 배우 임수정, 최다은PD                                          | 2017년 6월 20일  |
| 21회                                                           | 2부 엘르 with 배우 임수정, 최다은PD                                                          | 2017년 6월 21일  |
| 22회                                                           | 1부 공지사항 및 사연소개 with 최다은PD                                                       | 2017년 7월 4일   |
| 22회                                                           | 2부 스파이더맨 홈커밍 with 최다은PD                                                          | 2017년 7월 5일   |
| 23회                                                           | 내사랑 (Maudie) with 최다은PD                                                                | 2017년 7월 12일  |
| 24회                                                           | 옥자 with 배우 임수정, 최다은 PD (BIFAN 특집 공개방송)                                       | 2017년 7월 19일  |
| 25회                                                           | 1부 공지사항 및 사연소개 with 최다은 PD                                                      | 2017년 8월 1일   |
| 25회                                                           | 2부 덩케르크 with 최다은 PD                                                                  | 2017년 8월 2일   |
| 26회                                                           | 아메리칸 허니 with 배우 임수정, 최다은 PD (웰컴투씨네리 특집 공개방송)                       | 2017년 8월 9일   |
| 27회                                                           | 혹성탈출:종의 전쟁 with 배우 임수정, 최다은 PD                                               | 2017년 8월 16일  |
| 28회                                                           | 1부 공지사항 및 사연소개 with 배우 임수정, 최다은 PD                                         | 2017년 9월 5일   |
| 28회                                                           | 2부 아토믹 블론드 with 배우 임수정, 최다은 PD                                                | 2017년 9월 6일   |
| [영화 속 클래식] 옥자, 엘르, 덩케르크                          | [영화 속 클래식] 옥자, 엘르, 덩케르크                                                        | 2017년 9월 8일   |
| 29회                                                           | 매혹당한 사람들 with 배우 임수정, 최다은 PD                                                  | 2017년 9월 26일  |
| 30회                                                           | 아이 캔 스피크 with 배우 임수정, 최다은 PD                                                   | 2017년 10월 10일 |
| 31회                                                           | 블레이드 러너2049 with 배우 임수정, 최다은 PD                                                | 2017년 10월 24일 |
| 32회                                                           | 1부 러빙 빈센트 with 최다은 PD                                                               | 2017년 11월 8일  |
| 32회                                                           | 2부 스코어: 영화음악의 모든 것 with 최다은 PD                                                | 2017년 11월 9일  |
| 33회                                                           | 1부 배드 지니어스 with 최다은 PD                                                             | 2017년 11월 15일 |
| 33회                                                           | 2부 배드 지니어스 with 최다은 PD                                                             | 2017년 11월 16일 |
| 34회                                                           | 고령가 소년 살인사건 with 배우 임수정, 최다은 PD                                             | 2017년 11월 21일 |
| 35회                                                           | 안녕 나의 소울메이트 with 배우 임수정, 최다은 PD                                             | 2017년 12월 5일  |
| 36회                                                           | 2017 연말결산 1부 with 배우 임수정, 최다은 PD                                                | 2017년 12월 13일 |
| 37회                                                           | 2017 연말결산 2부 with 배우 임수정, 최다은 PD, 류성희 미술감독, 개그우먼 송은이, 배우 김아중 | 2017년 12월 20일 |
| [영화 속 클래식] 배드 지니어스 (Bad Genius)                    | [영화 속 클래식] 배드 지니어스 (Bad Genius)                                                  | 2017년 12월 29일 |

### 2018년
| 회차                                    | 제목 | 업로드 날짜      |
| --------------------------------------- | --- | ---------------- |
| 38회                                    | '킹스 스피치'의 영화음악 with 최다은 PD, 배우 임수정                                                                            | 2018년 1월 3일   |
| 39회                                    | 고스트 스토리 with 최다은 PD, 배우 임수정                                                                                       | 2018년 1월 9일   |
| 40회                                    | 월간 브리핑: 패터슨, 코코, 다키스트아워, 원더, 1급기밀, 탠저린 with 최다은 PD, 배우 임수정                                      | 2018년 1월 17일  |
| 41회                                    | 다운 사이징 with 최다은 PD, 배우 임수정                                                                                         | 2018년 1월 24일  |
| 42회                                    | 바흐의 골드베르크 변주곡과 영화음악 with 최다은 PD, 배우 임수정                                                                 | 2018년 2월 14일  |
| 43회                                    | 패딩턴2 with 최다은 PD, 배우 임수정                                                                                             | 2018년 2월 21일  |
| 44회                                    | 월간 브리핑: 아임 낫 유어 니그로, 블랙 팬서, 셰이프 오브 워터, 환절기, 언프리티 소셜 스타, 더 포스트 with 최다은PD, 배우 임수정 | 2018년 2월 28일  |
| 45회                                    | 팬텀 스레드 with 최다은PD, 배우 임수정                                                                                          | 2018년 3월 7일   |
| 46회                                    | 2018 아카데미 시상식 특집 1부 with 최다은PD, 배우 임수정                                                                        | 2018년 3월 13일  |
| 47회                                    | 2018 아카데미 시상식 특집 (콜미 바이 유어 네임, 아이토냐) 2부 with 최다은PD, 배우 임수정                                        | 2018년 3월 20일  |
| 48회                                    | 월간 브리핑: 플로리다 프로젝트, 리틀 포레스트, 소공녀, 로건 럭키, 120BPM, 레디 플레이어 원 with 최다은PD, 배우 임수정           | 2018년 3월 28일  |
| 49회                                    | 레이디 버드 with 최다은PD, 배우 임수정                                                                                          | 2018년 4월 4일   |
| 50회                                    | 요한 요한슨(Johann Johannsson)과 영화음악                                                                                       | 2018년 4월 11일  |
| 51회                                    | 판타스틱 우먼 (A Fantastic Woman)                                                                                               | 2018년 4월 18일  |
| 52회                                    | 월간 브리핑: 당신의 부탁, 렛 더 선샤인 인, 콰이어트 플레이스, 클레어의 카메라                                                   | 2018년 5월 2일   |
| 53회                                    | '영화의 일기' 특집: 그녀, 매드맥스, 캐롤                                                                                        | 2018년 5월 9일   |
| 54회                                    | 원더스트럭 (Wonderstruck) | 2018년 5월 16일  |
| 보너스 에피소드: 오션스8                | 보너스 에피소드: 오션스8 | 2018년 6월 25일  |
| 보너스 에피소드: 바르다가 사랑한 얼굴들 | 보너스 에피소드: 바르다가 사랑한 얼굴들                                                                                         | 2018년 7월 16일  |
| 보너스 에피소드: 킬링 디어              | 보너스 에피소드: 킬링 디어 | 2018년 7월 25일  |
| 55회                                    | 살아남은 아이 | 2018년 9월 27일  |
| 56회                                    | 너는 여기에 없었다(You were never really here)                                                                                  | 2018년 10월 4일  |
| 57회                                    | 뉴욕 라이브러리에서 (Ex Libris - The New York Public Library)                                                                   | 2018년 10월 10일 |
| 58회                                    | 스타 이즈 본 (A Star is born)                                                                                                   | 2018년 10월 16일 |
| 59회                                    | 필름스타 인 리버풀(Film stars don't die in Liverpool)                                                                           | 2018년 10월 25일 |
| 60회                                    | 퍼스트 맨(First man) | 2018년 10월 30일 |
| 61회                                    | 크레이지 리치 아시안 | 2018년 11월 3일  |
| 62회                                    | 페르세폴리스 | 2018년 11월 10일 |
| 63회                                    | 툴리 | 2018년 11월 22일 |
| 64회                                    | 월간브리핑: 신비한 동물들과 그린델왈드의 범죄, 국가부도의 날, 베일리 어게인, 영주                                               | 2018년 12월 4일  |
| 65회                                    | 부탁 하나만 들어줘 (A Simple Favor)                                                                                             | 2018년 12월 12일 |
| 66회                                    | 2018 연말결산 1부 (로마 외 10편)                                                                                                | 2018년 12월 20일 |
| 67회                                    | 2018 연말결산 2부 내맘대로 어워즈                                                                                               | 2018년 12월 27일 |

### 2019년
| 회차      | 제목                                                             | 업로드 날짜      |
| --------- | ---------------------------------------------------------------- | ---------------- |
| 68회      | 범블비(Bumblebee)                                                | 2019년 1월 8일   |
| 69회      | 월간브리핑: 그린북, 레토, 미스터스마일, 리지                     | 2019년 1월 15일  |
| 70회      | 미래의 미라이                                                    | 2019년 1월 22일  |
| 71회      | 가버나움                                                         | 2019년 1월 30일  |
|           | [영화 속 클래식] 그린북, 판타스틱 우먼, 킬링 디어, 고스트 스토리 | 2019년 2월 7일   |
| 72회      | 1부 - 사연소개                                                   | 2019년 2월 12일  |
| 72회      | 2부 - 콜드워, 메리 포핀스 리턴즈, 드래곤 길들이기 3, 더 와이프   | 2019년 2월 13일  |
| 73회      | 넷플릭스 특집                                                    | 2019년 2월 19일  |
| 74회      | 1부 - 사연소개+즐겁게 한 것들                                    | 2019년 3월 5일   |
| 74회      | 2부 2019 아카데미 시상식 특집                                    | 2019년 3월 6일   |
| 75회      | 1부 더 페이버릿: 여왕의 여자                                     | 2019년 3월 12일  |
| 75회      | 2부 - 더 페이버릿 영화 속 클래식                                 | 2019년 3월 18일  |
| 76회      | 1부 - 사연소개 + 즐겁게 한 것들                                  | 2019년 3월 25일  |
| 76회      | 2부 - 캡틴 마블 (Captain Marvel)                                 | 2019년 3월 26일  |
| 77회      | 월간브리핑: 콜레트, 사바하, 더 길티, 루스 베이더 긴즈버그        | 2019년 4월 2일   |
| 78회      | 1부 - 사연소개 + 즐겁게 한 것들                                  | 2019년 4월 9일   |
| 78회      | 2부 - 어스(Us)                                                   | 2019년 4월 10일  |
| 79회      | 퍼스트 리폼드(First Reformed)                                    | 2019년 4월 17일  |
| 80회      | 1부 사연소개+즐겁게 한 것들                                      | 2019년 4월 23일  |
| 80회      | 2부 미성년                                                       | 2019년 4월 24일  |
| 81회      | 스탈린이 죽었다!                                                 | 2019년 5월 2일   |
| 82회 1부  | 사연소개 + 즐겁게 한 것들                                        | 2019년 5월 8일   |
| 82회 2부  | 어벤져스: 엔드게임, 미스 스티븐스, 벤 이즈 백, 하트스톤          | 2019년 5월 9일   |
| 83회      | 걸캅스                                                           | 2019년 5월 22일  |
| 84회      | 서스페리아                                                       | 2019년 5월 28일  |
| 85회      | 기생충                                                           | 2019년 6월 12일  |
| 86회      | 아녜스가 말하는 바르다, 엑스맨: 다크 피닉스, 행복한 라짜로       | 2019년 6월 19일  |
| 87회      | 토이 스토리 4 (Toy Story 4)                                      | 2019년 6월 25일  |
| 88회 1부  | 칠드런 액트 (The Children Act)                                   | 2019년 7월 10일  |
| 88회 2부  | 존 윅 3: 파라벨룸, 스파이더맨: 파 프롬 홈                        | 2019년 7월 11일  |
| 89회 1부  | 미드소마(Midsommar)                                              | 2019년 7월 23일  |
| 89회 2부  | 롱 샷(Long shot)                                                 | 2019년 7월 25일  |
| 90회      | 그녀들을 도와줘                                                  | 2019년 7월 30일  |
| 91회      | 데드 돈 다이 (The Dead Don't Die)                                | 2019년 8월 6일   |
| 92회      | 벌새 & 토론토 영화제 리뷰                                        | 2019년 10월 1일  |
| 93회 1부  | 부산 국제 영화제 리뷰                                            | 2019년 10월 14일 |
| 93회 2부  | 조커(Joker)                                                      | 2019년 10월 15일 |
| 94회      | 여배우들의 티타임, 82년생 김지영                                 | 2019년 10월 30일 |
| 95회      | 경계선, 하이라이프, 오늘 우리                                    | 2019년 11월 5일  |
| 96회      | 모리스                                                           | 2019년 11월 13일 |
| 97회      | 윤희에게                                                         | 2019년 11월 19일 |
| 98회      | 아이리시맨(The Irishman)                                         | 2019년 11월 27일 |
| 99회      | 결혼 이야기 (Marriage Story)                                     | 2019년 12월 4일  |
| 100회 1부 | 2019 연말결산 특집: 베스트 영화                                  | 2019년 12월 17일 |
| 100회 2부 | 2019 연말결산 특집: 우리끼리 어워즈                              | 2019년 12월 24일 |

### 2020년
| 회차      | 제목                                                                            | 업로드 날짜      |
| --------- | ------------------------------------------------------------------------------- | ---------------- |
| 101회     | 타오르는 여인의 초상                                                            | 2020년 1월 15일  |
| 102회     | 스타워즈: 라이즈 오브 스카이워커, 해치지않아, 사마에게                          | 2020년 1월 22일  |
| 103회     | 작은 아씨들                                                                     | 2020년 3월 2일   |
|           | [영화 속 클래식] 작은 아씨들                                                    | 2020년 3월 6일   |
| 104회     | 사연소개 & COVID19 시대의 영화                                                  | 2020년 3월 24일  |
| 105회     | 청취자 Q&A 특집 1부                                                             | 2020년 4월 23일  |
| 106회     | 청취자 Q&A 특집 2부                                                             | 2020년 5월 13일  |
| 107회     | 청취자 Q&A 특집 3부                                                             | 2020년 5월 28일  |
| 108회     | 환상의 마로나, 반쪽의 이야기, 에어로너츠, 카메론 포스트의 잘못된 교육           | 2020년 6월 12일  |
| 109회     | 야구소녀 with 이주영 배우                                                       | 2020년 6월 18일  |
| 110회     | 침입자, 사라진 시간                                                             | 2020년 7월 2일   |
| 111회 1부 | 사연소개 + 반도(1)                                                              | 2020년 7월 21일  |
| 111회 2부 | 반도(2) + 즐겁게 한 것들                                                        | 2020년 7월 23일  |
| 112회     | [팝업 음악실] 콜 미 바이 유어 네임 속 피아노 곡 + 김혜리의 내게 특별한 영화음악 | 2020년 8월 7일   |
| 113회     | 강철비2, 남매의 여름밤, 다만 악에서 구하소서                                    | 2020년 8월 18일  |
| 114회     | 테넷(TENET)                                                                     | 2020년 9월 4일   |
| 115회     | 청취자 사연 소개 (용산지부 특집)                                                | 2020년 9월 16일  |
| 116회     | 미스 슬로운 with 유혜영 교수님                                                  | 2020년 10월 13일 |
| 117회     | 소리도 없이 with 홍의정 감독                                                    | 2020년 10월 17일 |
| 118회     | 프록시마 프로젝트(Proxima)                                                      | 2020년 10월 23일 |
| 119회     | 베이비티스(Babyteeth)                                                           | 2020년 11월 2일  |
| 120회     | 담쟁이 + 즐겁게 한 것들                                                         | 2020년 11월 6일  |
| 121회     | 걸후드(Girlhood)                                                                | 2020년 11월 16일 |
| 122회     | 내가 죽던 날                                                                    | 2020년 11월 30일 |